# Francesco Domenico Guerrazzi
Francesco Domenico Guerrazzi (Livorno, 12 agosto 1804 – Cecina, 23 settembre 1873) è stato un politico, scrittore e giornalista italiano.
Fu un intellettuale organico della media borghesia produttiva e democratica del primo Ottocento di cui, muovendo dal particolare angolo visuale dell'ambiente livornese, interpretò le esigenze e le aspirazioni nel campo politico–economico come in quello culturale. Svolse l'attività di politico e scrittore nel movimento risorgimentale.

## Biografia e carriera

### Formazione

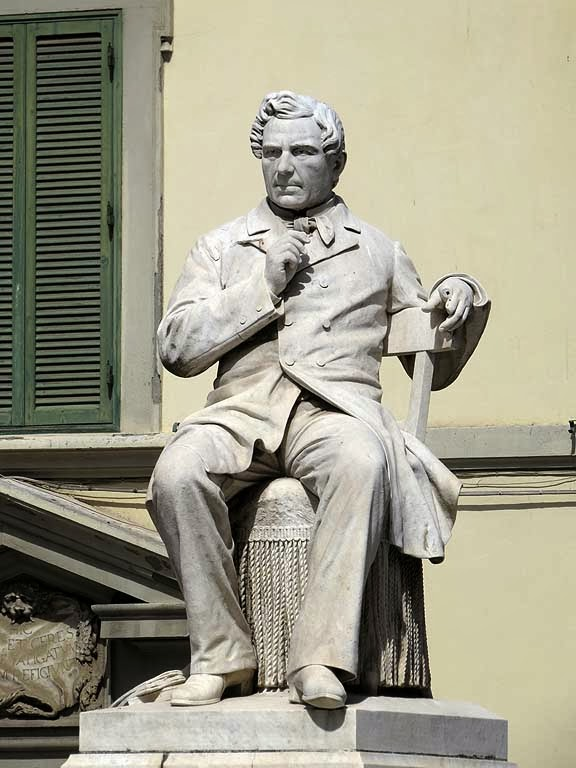
Monumento a Guerrazzi, Livorno

Figlio di Francesco Donato Guerrazzi e di Teresa Ramponi, Francesco Domenico Guerrazzi era fratello maggiore di Temistocle; nacque in un quartiere popolare della vecchia Livorno proprio quando in città dilagava la febbre gialla, Procreato quasi per svista e auspici avversi.
La sua nascita, come egli stesso dice, non fu ben accetta dai genitori e di ciò risentì la sua giovinezza, spesso triste e solitaria. Ciò si ripercosse anche nei primi apprendimenti scolastici: studiò presso i Barnabiti, avviandosi all'uso della buona lingua italiana ma, vivendo tale scuola come oscura e tetra, fuggì spaventato.
Crebbe aspro, vendicativo e attaccabrighe, infatti si ritrovò spesso in risse violente soprattutto contro gli ebrei; culmine di tale disagio fu una lite con il padre che lo fece fuggire di casa. Fu allora che conobbe Carlo Bini con il quale instaurò fin dal principio una intensa amicizia nonostante la loro diversità.
Poco prima di andare a Pisa si riconciliò con il padre e nella città toscana iniziò nel 1819 a studiare legge, mentre nel 1821 conobbe George Gordon Byron anch'esso giunto a Pisa dove si era stabilito con la sua amante Teresa Gamba Ghiselli; di Byron il Guerrazzi parlò con entusiasmo nelle Memorie e quando tornò a Livorno gli dedicò le ottave delle Stanze alla memoria di Lord Byron (Livorno 1825); questi furono di fatto i suoi primi scritti, nati quindi sotto l'influenza della poesia del Byron.
Anche i suoi studi universitari non furono affatto tranquilli: nell'aprile 1822 fu infatti allontanato dall'università di Pisa per motivi politici e proprio allora cominciò a pensare di espatriare in Inghilterra o negli Stati Uniti d'America, paese che esercitò sempre un grande fascino su di lui. Finalmente nel 1824 riuscì a laurearsi.

### Gli esordi
Dopo la laurea, tornato a Livorno, aprì con T. Barghellini uno studio di avvocato, mentre contemporaneamente portava avanti la sua produzione letteraria con il dramma I Bianchi e i Neri. Nel 1827 uscì il primo dei quattro volumi del romanzo storico La battaglia di Benevento, e nel 1828 gli altri tre: La battaglia di Benevento, storia del secolo XIII (Livorno 1827-28).
Acceso sostenitore degli ideali repubblicani, fondò sempre nel 1828 il giornale politico-letterario L'indicatore livornese, che diresse con Carlo Bini fino al 1830 e di cui uscirono 48 numeri; il giornale però, che si poneva nettamente in alternativa ai periodici moderati, come ad esempio Antologia fondato a Firenze dal moderato Viesseux, fu attaccato dai reazionari e soppresso; nel 1830 il Guerrazzi cessò così le pubblicazioni. Sempre in questi anni, la fama raggiunta come scrittore impegnato anche sul piano civile, gli procurò la nomina di accademico della Labronica, il maggior istituto culturale cittadino.
Ebbe poco dopo l'audace idea di pronunciare un elogio a Cosimo Del Fante, ufficiale napoleonico morto nella campagna di Russia: tale discorso fece istruire un processo contro di lui e, oltre alle dimissioni dall'Accademia, venne ordinato che lo scrittore livornese fosse confinato per sei mesi a Montepulciano, dove scrisse il romanzo L'assedio di Firenze; durante l'esilio ricevette la visita dell'amico Bini e di Giuseppe Mazzini.

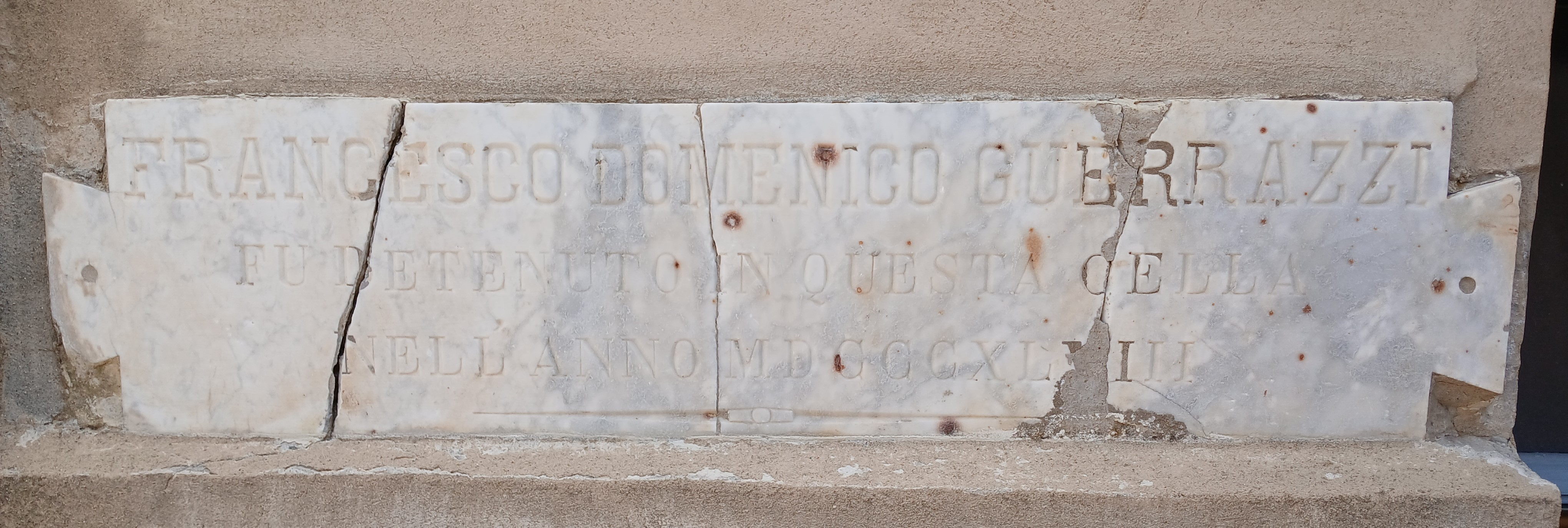
Cella del Guerrazzi a Portoferraio

Il fallimento della congiura del Colletta, ovvero il tentativo di spingere Leopoldo II a concedere nel gennaio del 1831 la costituzione, accrebbe il senso di sconforto del Guerrazzi che, ritornato a Livorno al termine del confino, pensò ancora all'esilio e proprio per questo chiese al governatore di Livorno di concedergli il passaporto. Questa volta fu la diffusione delle idee di Mazzini negli ambienti patriottici livornesi a spingere il Guerrazzi al ripensamento: la sua affiliazione alla Giovine Italia fece di Livorno, con il suo porto aperto alle influenze esterne e alla circolazione delle idee, uno dei più importanti centri di diffusione della Giovine Italia.
Nell'estate 1832 la cospirazione repubblicana provocò la prima repressione: arrestato e condannato ad un mese di carcere, Guerrazzi ne uscì il 21 settembre. Di lì a poco però fu di nuovo arrestato assieme al Bini, perché appartenenti alle due associazioni segrete dei Veri italiani e della Giovane Italia, e spedito nelle carceri del Forte Stella a Portoferraio dove continuò e concluse L'assedio di Firenze e scrisse le Note Autobiografiche, opera quest'ultima in cui trapelano sentimenti antisemiti.

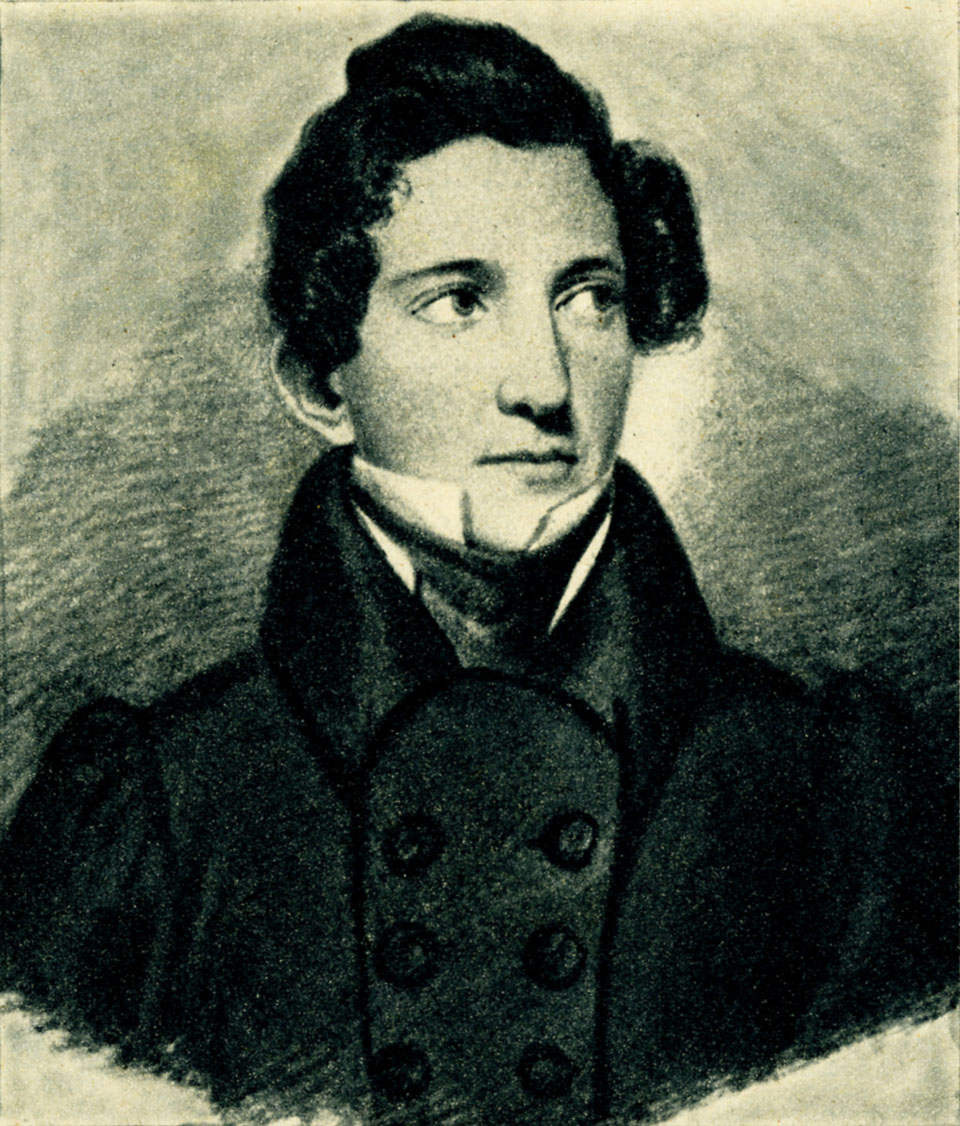
Domenico Guerrazzi nel 1830

Per colpa di tali persecuzioni maturavano ormai nel Guerrazzi scetticismo e malinconia; in più nel 1835 morì il fratello Giovanni Gualberto che gli lasciò in cura i suoi due figli: lo scrittore provvide al loro sostentamento e alla loro educazione. La cura dei nipoti lo tenne così lontano dalle agitazioni politiche che vanno dal 1835 al 1847, anni in cui si dedico soprattutto alla sua attività forense.
Nel 1836 venne stampato per la prima volta a Parigi L'assedio di Firenze sotto lo pseudonimo di Anselmo Gualandi: il romanzo raggiunse un grande successo e fu senz'altro il più celebrato dello scrittore. Il Guerrazzi iniziò così a pensare di guadagnare con le sue opere. Del resto le vicende politiche e i fallimenti dei moti mazziniani lo allontanarono sempre di più dalla politica. Con i suoi libri era nato il romanzo storico risorgimentale in una miscela di patriottismo e di sconforto. Scrisse così Veronica Cybo (1838) e Isabella Orsini (1844).
La pressione esercitata dai controlli della polizia e della censura lo tormentava ma non estinse il suo spirito patriottico: nel 1847 quando la situazione politica si sbloccò, Guerrazzi scrisse infatti Memorie pubblicate a Livorno e diffuse con una lettera dedicatoria a Giuseppe Mazzini, libro nel quale narrava se stesso e la sua vita vissuta nell'amore della patria e della letteratura.
Nel 1847-48 Guerrazzi è uno dei suscitatori dei moti livornesi ma sempre a distanza e in modo da apparire ufficialmente estraneo. Tornato ufficialmente sulla scena politica era pronto a sfruttare anche la crisi sociale che travagliava i lavoratori del porto (riduzione dei salari e dell'occupazione) e i tumulti che si verificarono a Livorno fra il dicembre 1847 e il gennaio 1848.
Nel 1847 pubblicò un Discorso al principe e al popolo, in cui chiedeva un regime costituzionale, mentre nel gennaio del 1848 scese in piazza per chiedere un pronto armamento della guardia civica, ponendo il problema della partecipazione del popolo alla guerra contro l'Austria. Si ritrovò però isolato persino dall'Alba, il foglio dei democratici, e finì per essere arrestato di nuovo. Liberato dopo due mesi, nell'aprile del 1848 divenne direttore della Gazzetta Livornese.
Dopo l'arresto mise da parte la posizione mazziniana e si fece ancora più prudente, ma sempre con l'idea di battere i moderati. Nel giugno del 1848 incontrò Vincenzo Gioberti e il suo programma, che tuttavia cercò di conciliare con le idee di Mazzini e della Costituente.
Eletto deputato nell'ottobre del 1848, fu poi ministro dell'Interno.

### Il triumvirato della Toscana
Dopo la sconfitta di Custoza, la capitolazione di Milano e l'armistizio di Salasco, che segnarono il declino di Carlo Alberto di Savoia, in Toscana vi furono gravi conseguenze e un gruppo di commercianti livornesi invitò Francesco Guerrazzi, che si trovava a Firenze, a tornare a Livorno per ristabilire l'ordine. Francesco Guerrazzi aderì, ma il governo di Firenze non riconobbe la sua autorità anzi nominò governatore di Livorno F. Tarantini, che tuttavia non riuscì nemmeno ad entrare in città.
In seguito, il granduca decise di affidare il governo a Giuseppe Montanelli e a Guerrazzi, attribuendo al primo la presidenza, al secondo gli Interni (27 ottobre). All'inizio del 1849 la Toscana subì l'influenza delle vicende romane: sotto la pressione dei democratici, a Firenze si elesse un governo provvisorio formato da Guerrazzi, Montanelli e Giuseppe Mazzoni e fu soprattutto Guerrazzi che si oppose alla fusione con Roma per timore sia della reazione interna sia di quella austriaca o piemontese.
La sconfitta di Novara e l'abdicazione di Carlo Alberto resero poi sempre più difficile la situazione toscana: il 27 marzo, mentre Montanelli era invitato a Parigi in missione diplomatica, Guerrazzi assunse una specie di dittatura e la mantenne per quindici giorni durante i quali cercò di accordarsi con i moderati e con il ministero inglese a Firenze, nel tentativo di richiamare il granduca ed evitare l'invasione austriaca. La sua azione di governo apparve però incerta e ambigua, se non contraddittoria; anche Mazzini cercò quindi di convincerlo alla proclamazione della repubblica e dell'unione della Toscana con Roma, ma Guerrazzi rimase della sua idea. Il 12 aprile 1849 scoppiò così una sommossa popolare e, quando le squadre dei livornesi su cui poggiava il suo potere a Firenze furono assalite e cacciate dalla città, il Municipio di Firenze, retto dai moderati, prese il potere in nome del granduca creando una commissione provvisoria di governo, la quale sciolse l'Assemblea convocata dal Guerrazzi - che, ormai sopraffatto, fu nuovamente imprigionato con l'accusa di lesa maestà. Il primo processo si concluse il 1º luglio del 1853 con la condanna del Guerrazzi a quindici anni di reclusione; dopo un mese la pena gli fu convertita in esilio da scontare in Corsica.
Durante la sua prigionia nel carcere delle Murate a Firenze, prima della decisione della pena, scrisse l'Apologia (Firenze, Le Monnier 1851) a cui fece seguire nel 1852 l'Appendice: 722 pagine di autodifesa piene di sarcasmo e di polemica contro i moderati e contro il sistema giudiziario toscano. Mentre era in attesa del processo Guerrazzi scrisse anche il romanzo Beatrice Cenci. Storia del sec. XVI (Pisa 1853) sul cui stile effettistico si sarebbe abbattuto il giudizio severo del De Sanctis. Poi arrivò la condanna convertita nell'esilio in Corsica.

### L'esilio in Corsica e il ritorno in Italia

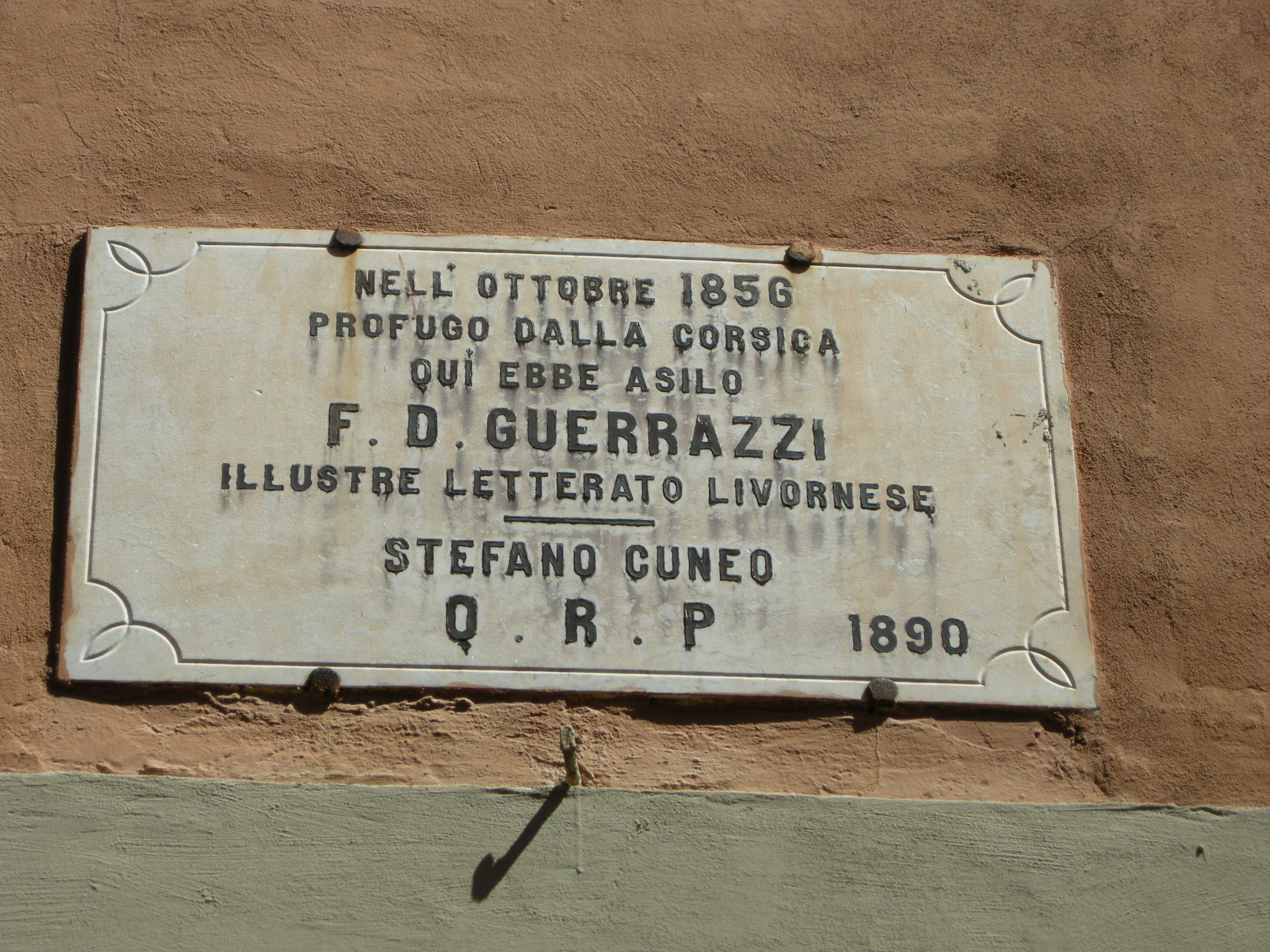
Targa a Capraia

Sull'isola trovò ispirazione per nuovi scritti: L'asino. Sogno (Torino 1857); La torre di Nonza; Storia di un Moscone; Pasquale Paoli, ossia La rotta di Pontenuovo. Racconto corso del sec. XVIII (Milano 1860), dedicato a Giuseppe Garibaldi e come i precedenti, ispirato alle lotte di liberazione dei popoli.
Nel 1856, volendo rifugiarsi in Piemonte che acconsentiva ad accoglierlo, ebbe problemi con le autorità francesi a lasciare la Corsica. Fuggì prima verso l'isola di Capraia e poi raggiunse Genova dove restò fino al 1862.
Nel 1860, dopo l'annessione della Toscana,  fu eletto deputato del collegio di Rocca San Casciano e più volte attaccò la politica di Cavour sulla questione della cessione di Nizza e della Savoia.
Nel 1861 fu eletto deputato anche al Parlamento del Regno d'Italia e fece parte della Massoneria.

### Gli ultimi anni
Morto Cavour continuò la lotta contro i moderati e rimase deputato fino al 1870, passando dalla parte radicale a quella repubblicana.
Nell'ultimo periodo della sua vita, distaccato ormai dalla politica, il Guerrazzi mantenne intensa la sua produzione letteraria con opere come: Il buco nel muro ( 1862), L'assedio di Roma (1863-1865) e Il secolo che muore uscito tra il 1875 e il 1885. Ad un personaggio in particolare, L'Orazio del Buco nel Muro, lo scrittore attribuiva vicende, pensieri e sentimenti propri, davanti agli uomini e ai fatti di quegli anni, giudicati con scetticismo moralistico.
Visse gli ultimi anni della sua vita nella fattoria che possedeva nei pressi di Cecina, detta la Cinquantina, dove si occupava dell'educazione dei nipoti, i figli di Francesco Michele Guerrazzi. Sotto l'impulso degli ultimi avvenimenti scrisse Il secolo che muore, condanna totale della società e di tutte le attività professionali dalle quali si salvava solo l'agricoltore; il romanzo infatti si concludeva con la visione ideale di una società rurale collocata nel lontano Texas, proiezione fantastica della fattoria del Guerrazzi.
Nella sua stessa amata fattoria morì improvvisamente la sera del 23 settembre del 1873; i biografi raccontano che rimase stroncato dall'apoplessia subito dopo che gli venne riferito che a Roma era stato suonato e applaudito l'inno austriaco. Ormai lo scrittore si sentiva già da tempo distaccato se non oltraggiato dai nuovi eventi politici e morali che stavano maturando in Italia.
Fu sepolto nel Famedio antistante al Santuario di Montenero, a Livorno.
L'ultimo trentennio del XX secolo ha fatto registrare un risveglio dell'interesse storico letterario e linguistico per il romanzo guerrazziano, e in genere, per la sua prosa.

## Il pensiero politico
Il Guerrazzi non può essere considerato un pensatore politico: mancava del temperamento adatto, e lui stesso nutriva antipatia per la figura tradizionale del politico, troppo logico e privo di passioni, secondo il livornese. Il Guerrazzi infatti era animato dagli impulsi del cuore e dall’irruenza del carattere che lo portavano spesso ad assumere toni accesi.

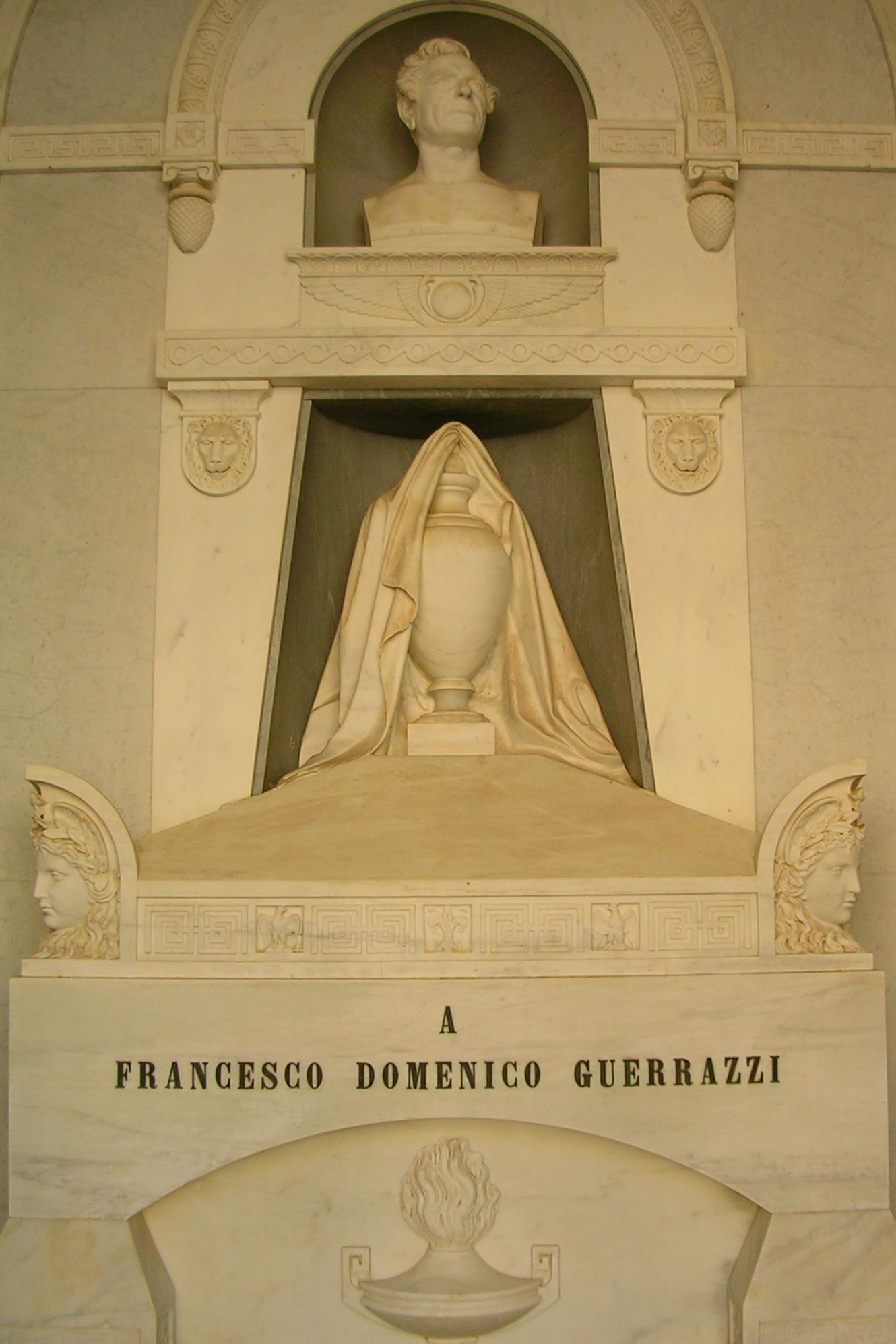
Monumento funebre a F.D. Guerrazzi sul colle di Montenero a Livorno

Nonostante questo però cercò sempre di attenersi alla realtà seguendo anche gli insegnamenti di Niccolò Machiavelli. Guerrazzi affermava che nella politica e soprattutto nell'azione politica occorre impegnarsi con entusiasmo e passione senza trascurare la situazione storica in cui si dovrà operare e le concrete possibilità di successo che un'azione potrà avere: In politica importa avere ragione, in ispecie nei casi ardui come sono questi. La prima cura consiste nel pigliare informazioni più che si può, confrontarle fra loro: ne basta: occorre esaminare quelle che paiono più verosimili, e, dopo istituito il rigoroso processo dei fatti, ragionarci sopra, valendoci dell'esperienza, dei consigli della storia e della divinazione dello ingegno.
Secondo la sua ideologia occorre diligentissimamente esaminare con diacciata pacatezza quanto poi dovrà eseguirsi con entusiasmo. Grazie alle sue dirette azioni di agitatore cercò quindi di mettere in pratica le sue intuizioni politiche e di carpire dai problemi della realtà politica e sociale insegnamenti che poteva così inserire nella sua concezione politica. Proprio per questa sua capacità di elaborare e mettere in pratica importanti intuizioni, e per la sua disponibilità a modificare e correggere le sue idee in base alle sue esperienze di vita si può legittimare, se pure in senso lato, parlare per il Guerrazzi, di una concezione politica, di tendenza democratica, ma che ebbe forti limiti di coerenza interna, che dettero spazio alla penetrazione di un'altra concezione politica realista, che chiameremo moderata
Il livornese riteneva che solo mediante soluzioni radicali, come le rivoluzioni, si può assistere ad una vera e profonda trasformazione della situazione politica e sociale dell'Italia per gettare nuove basi per una società più libera e più giusta: la rivoluzione non è un demone, bensì una necessità, in quanto è il metodo più rapido e sicuro che, operando la distruzione e la trasformazione del presente, implica per necessità miglioramento avvenire; soltanto chi, per viltà di animo o per egoismo di interessi privati, ha paura delle conseguenze sconvolgitrici che un moto rivoluzionario determina nella conformazione politica e nella struttura sociale di uno stato, può negare la necessità del ricorso alla lotta violenta e alla guerra civile come condizione ineliminabile di rinnovamento e di sviluppo: A mio parere, per eccesso di bontà, o per manco di arditezza unicamente si può negare il bisogno della distruzione come prodromo della creazione; e mi sembra che la esperienza avrebbe dovuto a quest'ora ammaestrare che i due metodi non possono esercitarsi contemporaneamente perché il vecchio ammazza il nuovo, o piuttosto lo perverte tramutandolo in nudrimento a prolungare la propria vita.
Sulla necessità di una rivoluzione, lo scrittore insiste quindi soprattutto nel Il secolo che muore, che rappresenta la testimonianza esplicita del disinganno e della delusione provati dall'autore per il modo in cui si era risolto il travaglio del Risorgimento e si era venuta organizzando la società italiana dopo l'unificazione. Il secolo che muore è il romanzo al quale il Guerrazzi lavorò fino agli ultimi mesi di vita e che può essere considerato il suo testamento politico e letterario.
Naturalmente perché la rivoluzione potesse riuscire erano necessari, secondo il Guerrazzi, l'intervento e l'apporto delle masse popolari che, con la loro forza numerica e la rabbia concepita in secoli di oppressione, erano le uniche capaci di sconvolgere le strutture politiche esistenti. Questa la principale differenza dai moderati che avevano paura del popolo e di perdere il controllo dei moti, mentre il Guerrazzi sosteneva che le agitazioni popolari non solo non dovevano essere represse, ma anzi andavano stimolate e guidate. Fu polemico infatti verso la guardia civica che, col pretesto di garantire l'ordine a favore del popolo, in realtà reprimeva ogni tentativo di insurrezione, e secondo il Guerrazzi non era altro che scudo di cartone in guerra, grandine di manette di ferro in pace, di rado difesa contro i nemici esterni, sempre arnese di tirannide dentro, almeno nella intenzione di chi l'ordina e li tiene ai suoi servizi.
Anche se condivideva l'ideologia delle masse popolari però, il Guerrazzi in realtà considerava gli strati sociali più bassi soltanto come massa di manovra contro l'oppressione straniera e le classi dominanti; nel suo programma politico infatti il popolo aveva una funzione prettamente distruttiva, non creativa, della società che sarebbe uscita dalla rivoluzione: il popolo sa e può distruggere le vecchie strutture perché come forza devastatrice è onnipotente, ma non può costruire nulla e nemmeno assicurare ordine e programma alla sua azione eversiva perché come forza ordinata non vale.
Secondo Guerrazzi è necessario, quindi, che la guida del moto rivoluzionario e il compito di ristrutturare su nuove basi la società quando essa sarà uscita dal periodo dei disordini siano presi dalla classe borghese-democratica, perché la borghesia è l'unica ad avere i mezzi e le capacità per operare in modo ordinato il rinnovamento. Tale strumentalizzazione del popolo gli venne rinfacciata da tutti i moderati, i quali temevano i rischi di un'insurrezione popolare e non vedevano di buon occhio il programma di una rivoluzione proletaria autonoma e antiborghese.

## Il pensiero religioso
Gli scritti di Francesco Domenico Guerrazzi sono pieni di polemiche contro preti, frati, papi, e contro la Chiesa di Roma in generale. Questo suo spirito anticlericale non dispiaceva alla piccola e media borghesia del primo Ottocento.
Guerrazzi non mise però mai in dubbio la validità della religione cristiana, anzi la riteneva, se privato di interpretazioni soggettive o deformazioni, il metodo più efficace per combattere la malvagità e l'egoismo dell'uomo: Quello che so di certo si è che il Cristianesimo dirittamente inteso contiene la morte del verme che rode le presenti generazioni, l'amore storto ed esclusivo di sé, e presenta una formula larghissima entro la quale gli uomini possono svolgersi per lungo spazio di tempo verso il loro miglioramento... Ma intendiamoci bene: il Cristianesimo... .
Credeva quindi nella religione, e come tale si rappresentava nella figura di Orazio, sia nel Il buco nel muro che nel Il secolo che muore, e dichiarò: Io non sono miscredente, bensì odio i tristi preti e li odio perché Cristo amo davvero, e perciò contro le dottrine scientifiche materialistiche difese i valori spirituali nella convinzione che tolto all'uomo il senso della sua origine divina, persuasolo che tutto finisce in lui, la polvere avrà sentimenti di polvere. Presunzione e invereconda temerarietà è sostenere che gli uomini siano del tutto materia.

## Il successo
Solitamente i manuali di storia letteraria dedicano soltanto poche righe a Francesco Domenico Guerrazzi e riprendono solo i giudizi negativi, soprattutto sul suo atteggiamento umano. Considerando il periodo storico in cui egli si trovò a scrivere, e al pubblico a cui intendeva rivolgersi coi suoi romanzi, il Guerrazzi è invece una figura per molti versi esemplare per individuare gli umori e le ansie della classe sociale di quell'epoca storica.
Nel corso dell'Ottocento i romanzi guerrazziani infatti godettero di un vasto e non interrotto successo di pubblico che fece di lui uno degli scrittori più letti del periodo. Lo testimoniano chiaramente le numerose ristampe che furono fatte dei suoi due più famosi romanzi, La battaglia di Benevento e L'assedio di Firenze: del primo furono preparate, dal 1827, data della sua pubblicazione, fino al 1920 ben 58 edizioni, con una media di più di una ogni due anni; del secondo una cinquantina di edizioni fra il 1836 e il 1916.
Il successo clamoroso che fu travolgente nella prima metà del secolo quando i romanzi guerrazziani, e soprattutto L'assedio di Firenze, attraversarono tutta la penisola, letti da chi condivideva le ansie patriottiche dell'autore: i suoi libri venivano comprati anche ad altissimo prezzo e passati di mano in mano, data la difficoltà di riuscire a trovare qualche copia in circolazione che fosse sfuggita al controllo della polizia (bastava infatti essere scoperti con un libro del Guerrazzi in casa per essere arrestati e condannati al carcere).
Il De Sanctis scrisse che a Napoli « L'assedio di Firenze si vendeva a peso d'oro e felice chi poteva leggerlo! ». Anche i giudizi della critica dell'epoca erano positivi e i suoi romanzi venivano esaltati per la passione negli ideali risorgimentali rappresentata al loro interno. Non mancavano però anche a quel tempo le critiche negative sulla narrativa guerrazziana, come la sua visione sulla società, giudicata troppo pessimistica.
Nella seconda metà dell'Ottocento però si attenuò lo straordinario successo di pubblico, in conseguenza del mutamento delle condizioni storico-sociali. Le opere del Guerrazzi persero quindi di interesse nei confronti degli uomini di cultura, anche per colpa dell'affermazione di nuove tendenze letterarie più realistiche e concrete. Infatti ormai si era arrivati nell'età del positivismo, nell'esaltazione della scienza, che ripudiava le astrattezze dell'idealismo del primo Ottocento, e che non poteva certo comprendere lo spirito romantico dello scrittore livornese. Lo stesso De Sanctis, dopo la pubblicazione di Beatrice Cenci, espresse sul Guerrazzi un giudizio rimasto famoso: «Ci sentiamo [...] tentati a crederlo fuori di cervello e fuggito dall'ospedale de' pazzi».
Uno dei pochi ammiratori di Guerrazzi fu Giosuè Carducci, che lo considerava uno dei più significativi esponenti della letteratura Toscana; apprezzava molto il Buco nel Muro, dove coglieva i caratteri di un romanzo di costume, ma soprattutto era affascinato dalla personalità dello scrittore, dalla sua ostinata difesa della tradizione linguistica italiana, dalla sua formazione classicistica giovanile, dall'avversione al moderatismo, e dall'insistente necessità di un'azione politica decisa. Recensendo Il buco nel muro, Carducci scriveva che Guerrazzi «formò con l'ingegno potente molta vita intellettuale della generazione a cui egli appartiene», «ultimo superstite degli illustri toscani, che nella prima metà di questo secolo resero onore e diedero impronta propria e rilevantissima alla letteratura che oso ancora chiamare toscana». Carducci, dietro invito dello stesso Guerrazzi curò anche l'edizione dei primi due volumi dell'epistolario guerrazziano.
Gli altri intellettuali italiani della seconda metà dell'Ottocento non dimostrarono molto interesse per la produzione letteraria del Guerrazzi, troppo legata al risorgimento e difficile da recuperare in chiave positivistica, o dovuto forse alle direttive culturali della classe dominante in Italia dopo l'unificazione, con un'impostazione moderata che non poteva che stroncare il successo dei romanzi del radicale Guerrazzi, che venne quindi messo da parte.
Il pubblico però continuava a leggere i romanzi del Guerrazzi, soprattutto le nuove opere che apparivano in quegli anni, quali il Pasquale Paoli del 1860, Il buco nel muro del 1862, L'assedio di Roma del 1863 e il Paolo Pelliccioni del 1864. Queste presentavano tematiche nuove ma fondamentalmente lo stesso spirito pessimistico e polemico verso la società contemporanea, che adesso stava vivendo un nuovo senso di malessere e sfiducia con l'avvento della Sinistra Storica al potere col suo spirito anticlericale  e le sue costanti ambizioni di dominio.
La fortuna guerrazziana continuò quindi per un altro decennio prima di esaurirsi quasi del tutto nei primi anni del nuovo secolo.

## Opere
- La battaglia di Benevento, Firenze, Le Monnier, 1827. (Testo completo su Project Gutenberg.)
- Isabella Orsini, duchessa di Bracciano, Firenze, Le Monnier, 1844.
- Discorso al Principe e al Popolo, Livorno, tipografia La Calliope, 1847.
- Apologia, Firenze, Le Monnier, 1851.
- Il Marchese di Santa Prassede, ovvero la Vendetta paterna, Pisa, Pucci, 1853.
- Beatrice Cenci, Tip. Vannucchi, Pisa, 1854. (Testo completo su Project Gutenberg.)
- La torre di Nonza, Torino, M. Guigoni, 1857.
- Fides: fantasia, Torino, M. Guigoni, 1857.
- Pasquale Sottocorno. Memoria, Torino, Tipografia Economica, 1857.
- L'asino: sogno, Torino, 1858. (Testo completo, in formato Pdf, su Progetto Manuzio.)
- Pasquale Paoli ossia la Rotta di Pontenuovo. Racconto Corso del Secolo XVIII, Milano e Torino, M. Guigoni, 1860.
- Alla mia Patria, Milano, M. Guigoni, 1860.
- L'assedio di Firenze, Milano, M. Guigoni, 1836. (Testo completo su Liber Liber.)
- Messere Arlotto Mainardi piovano di S. Cresci a Maciuoli  (e altri scritti), Livorno, G. B. Rossi, 1863.
- Lo assedio di Roma, Livorno, Tip. A. B. Zecchini, 1864. (Testo Completo su Project Gutenberg; Fotoriproduzione su Google libri)
- Paolo Pelliccioni, Milano, M. Guigoni, 1864.

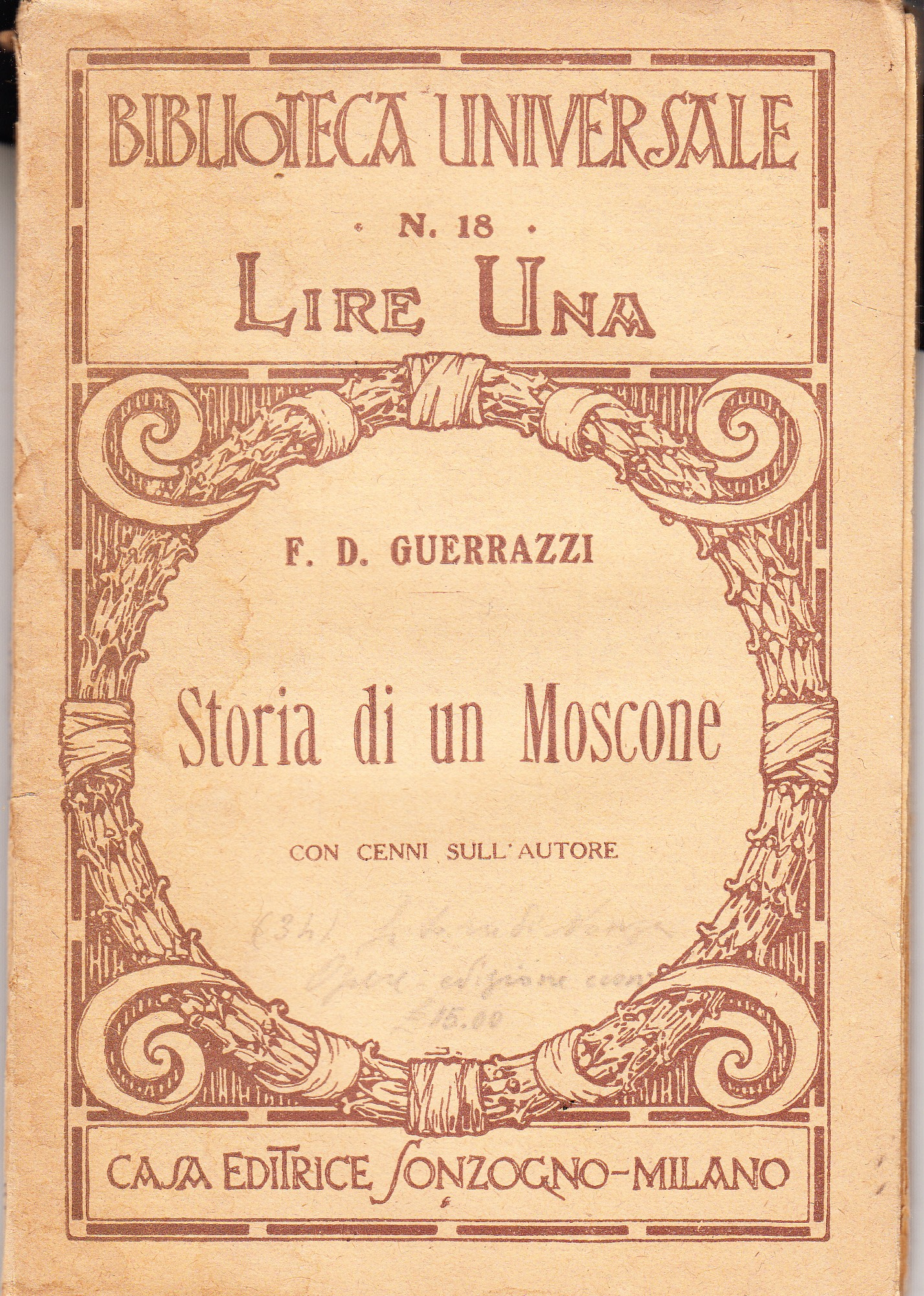
Scannerizzazione del piatto di copertina del libro di Guerrazzi

- Scannerizzazione del piatto di copertina del libro di GuerrazziStoria di un moscone. Con cenni sull'autore, Milano, Casa Editrice Sonzogno, Biblioteca Universale, 1921
- Il buco nel muro - Storia che precede il secolo che muore, Livorno, Tip. A. B. Zecchini, 1875; con commento, bibliografia, annotazioni a cura di Daniela Mangione, Bologna, Millennium, 2006
- Il secolo che muore, Roma, Verdesi, 1885.
- Isabella Orsini, duchessa di Bracciano, Firenze, Le Monnier, 1888.
- Amelia Calani ed altri scritti, - Milano, Torino, Guigoni, 1862.
- La battaglia di Benevento: storia del secolo 13, Firenze, Le Monnier, 1852.

### Persone
- Giuseppe Mazzini
- Camillo Benso, conte di Cavour
- Giosuè Carducci
- Niccolò Machiavelli
- Giuseppe Garibaldi
- George Gordon Byron
- Vincenzo Gioberti
- Leopoldo II di Toscana
- Francesco De Sanctis
- Bettino Ricasoli
- Temistocle Guerrazzi

### Luoghi
- Livorno
- Corsica
- Cecina (Italia)
- Firenze
- Capraia Isola
- Toscana
- Roma
- Monastero delle Murate, Firenze
- Piazza Guerrazzi
- Villa Guerrazzi

### Altro
- Risorgimento
- Giovine Italia
- Monumento a Francesco Domenico Guerrazzi
- Strage della famiglia Cignoli